# Jean-Nicolas Dufort de Cheverny
Jean-Nicolas Dufort de Saint-Leu, comte de Cheverny, né le 3 février 1731 à Paris et mort le 28 février 1802 (9 ventôse de l'an X) à Blois, est un mémorialiste français, introducteur des ambassadeurs sous Louis XV.

## Biographie
Né dans une famille de parlementaires et de fermiers généraux, Jean-Nicolas Dufort de Saint-Leu de Cheverny perd sa mère (Agnés Françoise Soullet) à 12 ans et son père (Joseph Pierre Dufort, chevalier, seigneur de Saint-Leu-la-Forêt, conseiller du roi, maître ordinaire à la Chambre des comptes) à 15 ans. Il se retrouve à la tête d'une fortune considérable qu'il dépense en plaisirs. À 21 ans, il achète la charge d'introducteur des ambassadeurs de Nicolas Sainctot. Admis à la cour, il devient un familier de Louis XV et fréquente la grande noblesse. 

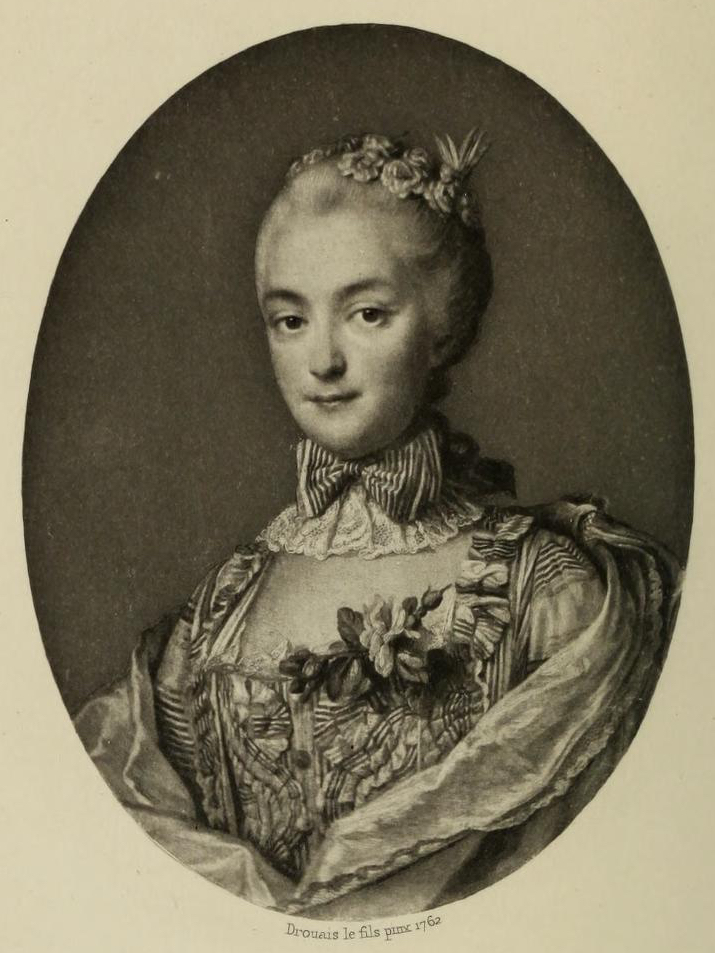
Portrait de son épouse, Anne-Marie-Edme Le Gendre de Lormoy.

Il épouse en 1755 Anne-Marie-Edme Le Gendre de Lormoy, fille de Paul Gaspard Le Gendre de Lormoy, président en la Chambre des comptes de Paris, et de Marie-Elisabeth Roslin, ainsi que belle-sœur d'Antoine-Jean Amelot de Chaillou et tante de Charles-Marie d'Irumberry de Salaberry.

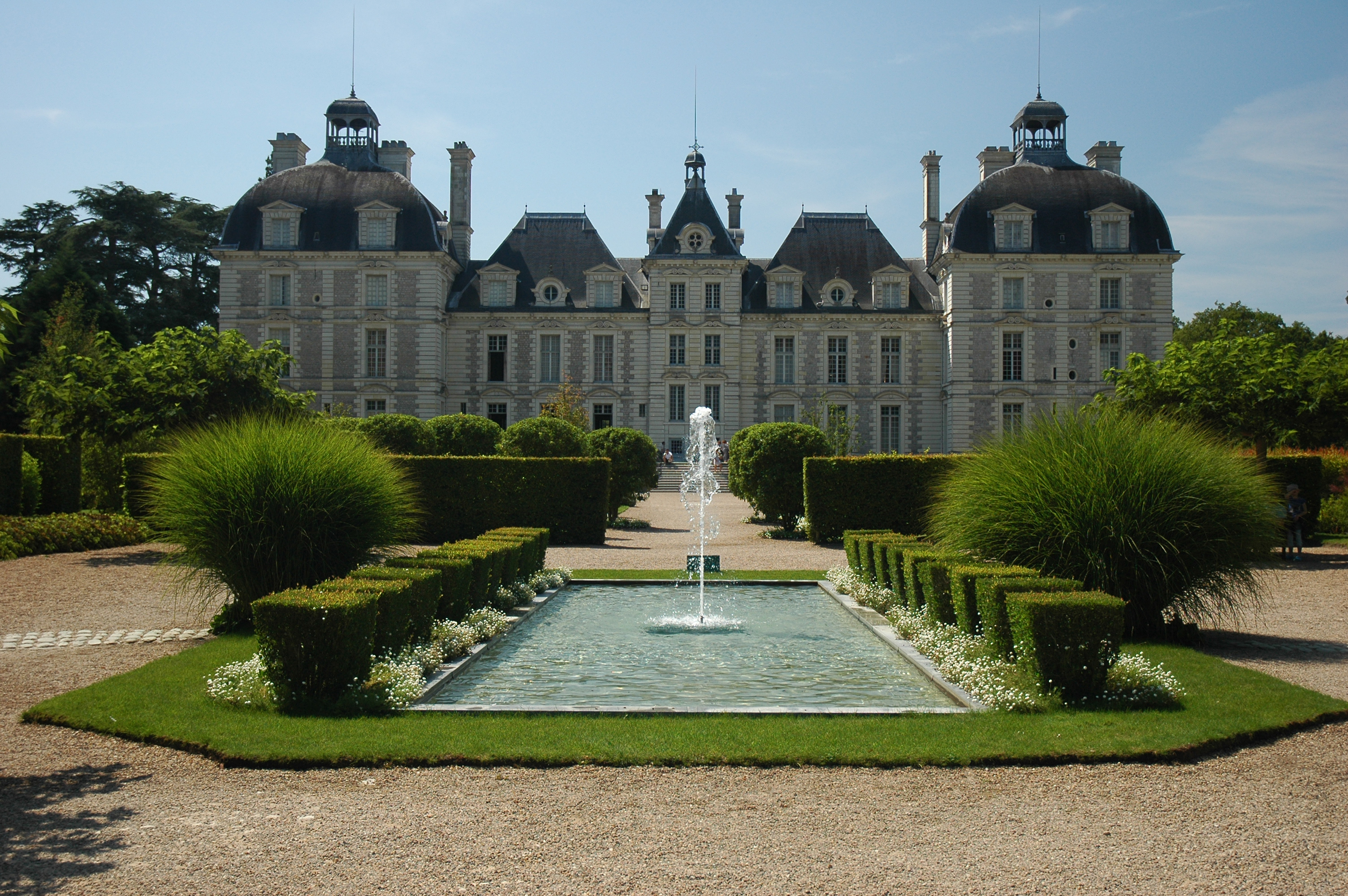
Le château de Cheverny.

Il se retire de la cour en 1764 et achète le château de Cheverny, obtenu de haute lutte contre le marquis de Marigny, frère de Madame de Pompadour. Les bâtiments se trouvent alors en très mauvais état ; il les aménage et fait dessiner le parc, donnant ainsi à l'édifice son apparence actuelle. Il obtient alors de Louis XV le privilège d'être appelé « comte Dufort de Cheverny ». Cette même année 1764, il est nommé lieutenant général pour le roi de la province de l'Orléanais, gouverneur du pays Blaisois, Dunois, Vendômois et du bailliage d'Amboise. Son fils, Jean-Pierre-Marie Dufort, né en 1765, qui deviendra juge de paix à Sens, est le père du compositeur Charles de Dufort, né en 1803 à Sens et mort en 1862.
Il revend la seigneurie de Saint-Leu et son château à Claude-Henri Droin, conseiller du roi, président juge des traites foraines de Joinville.
En 1789, il accepte le commandement de la garde nationale mais refuse d'être élu aux États généraux. Cette décision, ainsi que son passé d'officier de la Maison du roi, le rendent suspect : il est arrêté en mai 1794 et jeté en prison à Blois, où il commence à rédiger ses mémoires. La fin de la Terreur le laisse libre, mais ruiné du fait de la dépréciation des rentes. Après avoir visité quelques amis aussi ruinés que lui telle l'ex-comtesse de Sérilly, "aussi belle que je l'avait laissée", incapable de maintenir son ancien train de vie, il s'installe à Blois où il poursuit ses mémoires. Il meurt en 1802, âgé de 71 ans.

## Publications
- Mémoires du Comte Dufort de Cheverny, introducteur des ambassadeurs, lieutenant-général du Blaisois (1909)
- Mémoires sur les règnes de Louis XV et Louis XVI et sur la Révolution, Ed. Plon, Nourrit et Cie, Paris 1886.
- Notes sur mon village. Le château de Leumont, d'après les mémoires inédits de J.-N. Dufort, introducteur des ambassadeurs (1739-1765) (1884)
- Discours prononcé par M. le lieutenant général, le 16 mars 1789, à l'assemblée des trois ordres du bailliage de Blois